# Écot
Écot település Franciaországban, Doubs megyében. Lakosainak száma 497 fő (2022. január 1.). Écot Étouvans, Pont-de-Roide-Vermondans, Rémondans-Vaivre és Villars-sous-Écot községekkel határos.

## Népesség
A település népességének változása:
| Lakosok száma | 226  | 363  | 365  | 421  | 501  | 503  | 503  | 491  | 489  | 497  |
|               | 1968 | 1982 | 1990 | 2006 | 2013 | 2015 | 2017 | 2019 | 2020 | 2022 |